# 冒険大陸 アニアキングダム
『冒険大陸 アニアキングダム』（ぼうけんたいりく アニアキングダム）は、タカラトミーが展開する動物フィギュアシリーズ『アニア アニマルアドベンチャー』を題材とした、ストップモーション・アニメーション形式の日本のテレビアニメ作品。2023年4月2日から12月24日まで、テレビ東京系列のアニメ枠『アニアキングダム』ほかにて全39話が放送された。

## キャラクター

### メインキャラクター
ルッタ
声 - 弘松芹香
本作の主人公。カワウソ村のパトロールをして暮らしている背中が白く足は青く水色の体をしているコツメカワウソの男の子。一人称は「僕」。水色になった理由は本人は「オアシスに入りすぎたから」としている。カワウソ村を守った父親に憧れている。夢は父のように立派なオアシスの守り番になること。人一倍立派な勇気を持っている。
地形をうまく利用して戦うこともできる。
二つ名は「オアシスの守り番」。
ハート
声 - M・A・O
本作のもう一人の主人公兼ヒロイン。ルッタとエディの幼馴染で親友でカワウソ村のアイドル。明るくてとても元気なヨツユビハリネズミの女の子。一人称は「ウチ」で、関西弁で話す。気が強く、ルッタを叱ることもあるが、本当は優しい心を持っている。脇腹には白いハートのような模様がありこの模様は生まれつきで、体をボールのように丸くすることができる。本人は丸くなるのは「丸い姿がかわいいから」としている。
二つ名は「トゲトゲ針キリガール」。
エディ
声 - 逢坂良太
カワウソ村に住んでいる物知りなオオハナインコの男の子。アニアキングダムの動物に詳しく、言葉に英語が混じりなのは、色々なところに飛び回って英語を覚えたから。一人称は「俺」。空を飛んで、いろいろな動物のところへ行くことができる。ルッタとハートの喧嘩を止めることがある。頭は良いが、気が弱くて怖がりな一面もある。

### 動物
エレファ
声 - さかき孝輔
カワウソ村で一番偉い長老。体が大きく、力持ち。茶色い体に白い模様のアフリカゾウ。落ち着きがあり、頼もしいカワウソ村のリーダー。カワウソ村の動物や歴史に詳しく、ルッタたちに色々なことを教えてくれる。アニアキングダムの平和が乱れることを恐れている。一人称は「わし」。「〜なのじゃ」が口癖。
二つ名は「動物界の重量級チャンピオン」。
アミン
声 - 新井里美
ルッタたちを見守る姉のような存在の白い体に黒い模様と赤紫のたてがみをしたアミメキリン。厳しい一面もあるが、いつも優しく見守ってくれている。遠くまで見える長い足と首がトレードマーク。普段は冷静だが、怒らせるとかなり怖い。アニア・ファイトも非常に強いらしい。
二つ名は「ロングネックファイター」。
レオニー
声 - 置鮎龍太郎
レッドバレーに住んでいるライオンたちのリーダーのライオン。赤と黄色のたてがみをしていて額の十字の模様は小さい頃からある。誇り高き百獣の王。素早い動きやとてつもないパワーで、鋭いキバで戦う。一人称は「私」。その実力は動物の中で最強クラス。自分たちの縄張りや一族を守り抜くという強い心を持っている。一族の中では最強といわれている。
二つ名は「百獣の王」。
シルバ
声 - 拝真之介
ゴリラの森に住んでいるゴリラたちのボス。背中の毛が銀色であり、「シルバーバック」と呼ぶ。物静かな性格だが、熱い心を持っている。全身が筋肉でできている逞しい動物で、とんでもない力持ちだが、肉は食べない。昔はカワウソ村に住んでいたことがある。
二つ名は「森の怪力王」もしくは「森の破壊王」。
サイラス
声 - 下野紘
自分のことを「さすらいのサイ」と呼ぶ銀色と黄土色の体色に黄色い角のインドサイ。ルッタたちと行動中にはぐれることがある。気が優しくて力持ちだが、どこか間抜けな一面がある。鎧のような分厚い皮膚は、敵の攻撃を防ぐことができ、大きな角は恐竜も吹っ飛ばすパワーがある。「まかせな……サイ！」が口癖。
二つ名は「鉄壁の鎧」。

### 恐竜
ダーク・フレイム
声 - 小野大輔
黒色にバイオレット色の背中と足であり、左目と左脇腹と右頰と右脇腹に白い傷があるティラノサウルス。左脇腹の傷は生まれた直後からある。小さい頃プテイラの忠告を無視してレッドバレーに入り当時レッドバレーの王であるレオニーの父と戦ったことがある。火山の麓に住んでおり、沢山の恐竜を従えている。大きな牙で全てを噛み砕く史上最強の恐竜。動物の住む地を奪おうと動き始めた。一人称は「我」。しかし、実は凶行に及んだのも干ばつに見舞われた恐竜たちを救うためという事情があったことが判明。マグマを岩でせき止めて恐竜たちを救っていた。ルッタを新たな王に任命するなど、和解後は率先して行動する正義感あふれる性格になった。
二つ名は「史上最強の暴君」。
ラプル
声 - 野津山幸宏
スピードとチームワークを活かして戦う黄色い体に黒い模様があるヴェロキラプトルのボスで、ダーク・フレイムの手下。彼の命令により、動物の住む地を調べている。頭の回転が早く、とてもよく喋る。狡猾な性格で、よくルッタの前に現れる。
口癖は「ヴェロローン！」や、「プルルーン！」。
二つ名は「スピードハンター」。
トリー
声 - 蓮岳大
緑の体に黒い模様でフリルには黒と赤と黄色オレンジの派手な模様があり、腹から尾は、黄色になっているトリケラトプス。かなりの巨体で力も強い。ダーク・フレイムの幼馴染で元親友。小さい頃臆病だったため、やんちゃなダーク・フレイムによく振り回されていたが、プテイラの忠告を無視してレッドバレーに入ってレオニーの父に吹っ飛ばされたダーク・フレイムを救ったことがある。現在は頑固な性格で、動物の住居を奪おうとしているダーク・フレイムと異なり、動物とは争うべきではないと考えていてダーク・フレイムを倒し、恐竜たちを連れ戻そうと考えていたが、ルッタによってダーク・フレイムを説得しにいった。好きな言葉は「この3本の角にかけて！」。
二つ名は「三本角ファイター」。
スピン
声 - 真木駿一
ミント色に黒い模様で、背びれはオレンジと黒の模様があるスピノサウルス。ダーク・フレイムと引き分けたこともある実力者。好戦的で、勝つためなら手段は選ばない。力とスピードだけでなく、作戦を考える頭脳も持ち合わせている。笑い方は「ズバッハッハーッ！」。
二つ名は「ルール無用の極悪竜」。
ゴッツ
声 - 大槻丈一郎
。赤茶色と紫とクリーム色の体で皮骨は白色をしているアンキロサウルス。皮膚だけでなく、言葉遣いも少し堅苦しい。大きな尾を上手に使うため、見た目に寄らずフットワークは軽いが、狭い場所では上手に振り回せずにいる。口癖は「ゴッツーン！」。
二つ名は「鋼鉄の砦」。
プテイラ
声 - 速水奨
茶色い体で背中側の翼は赤と黄色の模様があり、その裏側は白色に黄色い模様があるプテラノドン。ダーク・フレイムやトリーやゴッツやスピンやラプルの育ての親で名付け親でもある。ダーク・フレイムの部下だが、実は子供好きで、優しさも持ち合わせている。一度ならずもルッタたちに親切にしたことがある。紳士的だが、少し抜けた面もある。口癖は「世話のかかる坊やだ」。
二つ名は「天空の支配者」。
モーサ
声 - 中野泰佑
恐竜軍に新しく加わった藍色と赤紫に黄色のストライプと白の下顎とヒレをしたモササウルス。同じ水生生物としてルッタとは、何度も戦うことになる。笑い方は「ヌーハッハッハ！」。
二つ名は「海の王者」。
ブラッキオ
声 - 堀総士郎
ブラキオサウルス村の村長の息子として生まれた黄色とオレンジと黒に脇腹に炎の模様があるブラキオサウルス。口癖は「ビバだぞい」。ダーク・フレイムとは旧知の仲で彼に頼まれて火山を調査をしていた。
二つ名は「恐竜界の重量級レジェンド」。
アイアン・ブレイズ
声 - 石川界人
ダーク・フレイムの弟で、かつて兄上に守られてばかりいることに嫌悪感を抱いたため修行に出た赤と銀色の体で、左脇腹に白い傷、右目に黄色い傷がある（パイロット版写真では左脇腹にダーク・フレイムの右脇腹の傷と左右対称の傷、右脇腹に星形の傷がある）。ティラノサウルス。初めはフレイムと敵対していたが、いつの間にかルッタがライオスと戦っている間に兄であるフレイムと協力したほか、今度機会があれば1vs1で戦おうと約束した。
得意技は相手に噛み付いて振り回す「ティラノ・パワー・バイツ」。笑い方は「ティラッハー！」である。
スピーキー
声 - 福西勝也
紫の体に黄色と水色の背びれに喉から腹が白い2足歩行のスピノサウルス。アイアン・ブレイズの相棒でアイアン・ブレイズとの連携が得意。得意技は素早い動きで強烈な蹴りを放つ「スピノ・アール・キーック！」。語尾に「あ〜る」が付いている。
二つ名は「頭脳派暴れ竜」。

### 氷河戦士
別名、「古生物トリオ」。かつてアニアキングダムを支配していたものの、雨乞いの最中に隕石が衝突し氷漬けになるも、復活して再びアニアキングダムを支配しようと目論む絶滅動物。新生代の動物で構成されている。最終的に決戦後にボルケーノの噴火にも関与していたことが発覚したが、ルッタの心の広さにより和解することとなった。
マンモース
声 - 玄田哲章
こげ茶色と白色の毛皮で覆われ、顔には赤い隈取のような模様を施すマンモス。氷河戦士のリーダー的存在で、一人称は「あっし」。歌舞伎役者のような言葉で話す。
氷河戦士が復活したのは「氷河戦士の魂が熱く燃え盛ったから」としている。必殺技は相手を踏みつぶす「ドッスンつぶし!」。
二つ名は「氷の帝王」。
サベール
声 - 子安武人
青色と白色の毛皮に蒼炎のような模様の背中に剣のような牙を持つサーベルタイガー。剣豪や武将を意識した口調で、語尾に「ござる」が付いている。必殺技は回りながら相手を斬りつける「必殺！グルングルン斬り!」。考えるよりも体を動かすことが得意。
二つ名は「大地の覇王」。
メガーロ
声 - かぬか光明
紺色と白色で構成された鱗を持つメガロドン。語尾に「ごわす」が付いている。歌が上手でその歌声を聞けば感動で泣く者もいるとか。必殺技は相手に噛み付いて投げ飛ばす「ガブリ投げ!」。
二つ名は「海の大王」。

### 伝説のガーディアン
スピンオフでは申し込めば特訓をつけてもらうことができることが判明した。
シャラック
声 - 江頭宏哉
最初のエリアの海エリアのガーディアン。黄色い体色に黒色の模様をしたホホジロザメで必殺技は水中から勢いよく海上へ飛び出す「シャラックかみつきロケット！」。黄色くなったのは「シャラックかみつきロケット！」の練習中に日を浴びて日焼けしたもので、黒の模様はその際、ワカメが付いたからである。語尾に「あります」が付いている。真面目すぎて騙されやすい一面も。
特訓内容は互いに縄を巻いて引っぱってワカメのところまで引っ張ることができたら成功の「すいちゅうひっぱりずもう」。
二つ名は「海のガーディアン」。
ベナージャ
声 - 中野さいま
2つ目の火山エリアのガーディアン。深緑の羽毛に金色と紅色の羽毛を身にまとうメスのフクイベナートルであり、ギャルっぽい口調が特徴。お調子者だが、相手を罠に誘い込む賢さを持つ。動きだけではなく、友達になるのも素早い。語尾に「ジャね？」が付いている。得意技は、相手に岩を落として潰す「にんぽういわおとし」である。
特訓内容は岩を千個落とし耐えきれたら成功の「たえろ!!せんぼんロック」。
二つ名は「火山のガーディアン」。
ハヤテ
声 - 熊谷健太郎
3つ目の橋エリアのガーディアン。赤と白と黒の体色のオスのハヤブサ。翼に炎の模様がある。熱いセリフを言いながら飛び回る。得意技は急降下で大ダメージを与える「ハヤブシャイニング」。「ハヤブシャイニング」の時は姿が見えなくなる。
特訓内容はハヤテの「ハヤブシャイニング」を避け続ける「たいようもびっくりサンシャインよことび」。
二つ名は「天空のガーディアン」。
ライオス
声 - 森田順平
最終エリアの孤島のガーディアン。黒色の体とたてがみと前足の先と背中が青の模様のオスのライオン。ライオスを倒せた者は一人もいないと言われている。青の模様はオーラを表している。

### その他
イカヅチマル
声 - 鳥海浩輔
番外編となる第20話に登場。世界最強の格闘家を求めるさすらいの騎士を名乗る茶色と白の装甲のヘラクレスオオカブトで、ちょうど開催されていたアニアファイトチャンピオンシップで優勝し、伝説のファイターと呼ばれる黄金クワガタに苦戦を強いられながらも勝利する。
必殺技は「必殺！ローリングサンダー」、「必殺！ケツ飛ばしサンダー」、「必殺！ブン投げキャッチサンダー」、「必殺！バックドロップサンダー」。ルッタたちを「毛むくじゃら」と言っている。
二つ名は「世界最大級クラッシャー」。
黄金クワガタ
声 - 土師孝也
最強の戦士と呼ばれる伝説のクワガタ。
イカズチマルの「必殺！バックドロップサンダー」によって敗れる。
二つ名は「黄金の戦士」
コーカサスオオカブト
声 - 竹内良太
黄金クワガタに唯一認められた戦士。
イカズチマルの「必殺ブン投げキャッチサンダー」によって敗れる。
二つ名は「三刀流の使い手」
カブトムシ
声 - バトリ勝悟
アニアファイトチャンピオンシップで1番最初にゴホンヅノカブトに倒される。第35話にも登場してノコギリクワガタに敗れる。ルッタたちを「あのモンスター」や「毛むくじゃらのやつ」と呼んでいる。
ニジイロクワガタ
声 - 高橋伸也
アニアファイトチャンピオンシップの実況者。
蝶を蝶ネクタイにしている。
ノコギリクワガタ
声 - 吉田丈一郎
アニアファイトチャンピオンシップでイカズチマルの「必殺！ローリングサンダー」によってゴホンヅノカブトと共に脱落する。
第35話にも登場してカブトムシに勝利する。
ギラファノコギリクワガタ
声 - 広瀬裕也
アニアファイトチャンピオンシップでイカズチマルの「必殺！ケツ飛ばしサンダー」によって脱落する。
ゴホンヅノカブト
声 - 峰晃弘
アニアファイトチャンピオンシップでイカズチマルの「必殺！ローリングサンダー」によってノコギリクワガタと共に脱落する。

## スタッフ
- 原作 - タカラトミー[4]
- 総監督 - 石崎太郎[4]
- プロデューサー - 厚澤志麻、入澤英明、柴戸善文、森下勝司
- シリーズ構成 - 市川十億衛門[4]
- 音響監督 - 横田知加子[4]
- 音楽 - ネゴロノブ[4]
- 音楽制作 - デフムーン
- アートディレクター - 宗志穂[4]
- 編集 - 小山陽子（第9話、第21話、第27話、第34話）、窪田光美（第12話、第13話、第24話、第25話、第37話）
- 制作プロダクション - OLM、インフィニティビジョン[4]
- 製作 - アニアキングダムプロジェクト

## 主題歌
「さあいくぞ！アニアキングダム」
UCによる主題歌。作詞は兄俊介、作曲はUC。

## 各話リスト
| 話数   | サブタイトル                   | 監督           | 脚本                     | アニメーター               | 撮影・照明          | 初放送日      |
| ------ | ------------------------------ | -------------- | ------------------------ | -------------------------- | ------------------- | ------------- |
| 第1話  | ピンチ！カワウソ村！           | 石崎太郎       | 市川十億衛門             | -                          | 島田貴仁            | 2023年 4月2日 |
| 第2話  | いざっ！ゴリラの森へ！         | 石崎太郎       | 市川十億衛門             | -                          | 長谷部久和          | 4月9日        |
| 第3話  | おそるべし！森の怪力王！       | カイガタカシ   | 市川十億衛門             | -                          | 島田貴仁            | 4月16日       |
| 第4話  | 大活躍！シルバ！               | カイガタカシ   | 市川十億衛門             | -                          | 長谷部久和          | 4月23日       |
| 第5話  | さいきょうの王！レオニー！     | ワタナベサオリ | ブラジリィー・アン・山田 | オカダシゲル               | 島田貴仁            | 4月30日       |
| 第6話  | こえろ！危険な谷！             | ワタナベサオリ | ハシモトコーキ           | 加藤鳳 小林玄              | 長谷部久和          | 5月7日        |
| 第7話  | ゴーゴ！マウンテン！           | ワタナベサオリ | 篠塚智子                 | 加藤鳳                     | 島田貴仁            | 5月14日       |
| 第8話  | よみがえれ！みんなのオアシス！ | 峯沢琢也       | 白鳥雄介                 | -                          | 長谷部久和          | 5月21日       |
| 第9話  | ルッタのアドベンチャー！       | -              | ハシモトコーキ           | オカダシゲル 加藤鳳 小林玄 | 島田貴仁 長谷部久和 | 5月28日       |
| 第10話 | 大バトル！恐竜ワールド！       | 石崎太郎       | 市川十億衛門             | -                          | 島田貴仁            | 6月4日        |
| 第11話 | ダーク・フレイムのたくらみ     | カイガタカシ   | 永野たかひろ             | -                          | 長谷部久和          | 6月11日       |
| 第12話 | 火山の決闘！                   | ヤマダ・ユーコ | 永野たかひろ             | 宮島由布子                 | 島田貴仁            | 6月18日       |
| 第13話 | 大ピンチ！ルッタ、つかまる!?   | ヤマダ・ユーコ | 白鳥雄介                 | 宮村和                     | 長谷部久和          | 6月25日       |
| 第14話 | ボルケーノからの脱出！         | 竹内泰人       | 市川十億衛門             | 宮村和                     | 長谷部久和          | 7月2日        |
| 第15話 | 大迷宮！ボルケーノ！           | 竹内泰人       | 白鳥雄介                 | -                          | 島田貴仁            | 7月9日        |
| 第16話 | エディのレスキュー大作戦！     | 峯沢琢也       | 永野たかひろ             | -                          | 長谷部久和          | 7月16日       |
| 第17話 | 決着!?動物VS恐竜！             | 峯沢琢也       | 市川十億衛門             | -                          | 島田貴仁            | 7月23日       |
| 第18話 | 解散!?仲良しトリオ！           | ヤマダ・ユーコ | 篠塚智子                 | 宮村和                     | 長谷部久和          | 7月30日       |
| 第19話 | 爆走！アニアカップ！           | 石崎太郎       | ブラジリィー・アン・山田 | -                          | 島田貴仁            | 8月6日        |
| 第20話 | 参上！イカズチマル！           | カイガタカシ   | ハシモトコーキ           | 中村匠吾                   | 島田貴仁            | 8月13日       |
| 第21話 | 動物VS恐竜！ボルケーノの戦い！ | -              | ハシモトコーキ           | 宮島由布子 宮村和          | 島田貴仁 長谷部久和 | 8月20日       |
| 第22話 | 驚異！新たなる敵！             | ワタナベサオリ | 篠塚智子                 | オカダシゲル               | 島田貴仁            | 8月27日       |
| 第23話 | 海の王者モーサあらわる！       | ワタナベサオリ | ブラジリィー・アン・山田 | オカダシゲル               | 長谷部久和          | 9月3日        |
| 第24話 | ゴリラの森の大決戦！           | 宮村和         | 永野たかひろ             | -                          | 長谷部久和          | 9月10日       |
| 第25話 | ごっつい！パワー対決！         | 竹内泰人       | ハシモトコーキ           | 宮村和                     | 島田貴仁            | 9月17日       |
| 第26話 | 王の戦い                       | 峯沢琢也       | 白鳥雄介                 | -                          | 長谷部久和          | 9月24日       |
| 第27話 | 決戦への道のり                 | -              | 篠塚智子                 | オカダシゲル 宮村和        | 島田貴仁 長谷部久和 | 10月1日       |
| 第28話 | アミンVSブラッキオ！クビ対決！ | 峯沢琢也       | ブラジリィー・アン・山田 | 宮村和                     | 島田貴仁            | 10月8日       |
| 第29話 | 友との戦い                     | カイガタカシ   | 篠塚智子                 | オカダシゲル               | 長谷部久和          | 10月15日      |
| 第30話 | 新たなる王                     | 石崎太郎       | 市川十億衛門             | オカダシゲル               | 島田貴仁            | 10月22日      |
| 第31話 | プテイラは恐竜パパ！           | 宮村和         | 永野たかひろ             | -                          | 長谷部久和          | 10月29日      |
| 第32話 | なにもの!?あやしい3つの影！    | 石崎太郎       | ハシモトコーキ           | 宮村和                     | 島田貴仁            | 11月5日       |
| 第33話 | 氷河戦士、あらわる！           | 峯沢琢也       | ブラジリィー・アン・山田 | オカダシゲル               | 長谷部久和          | 11月12日      |
| 第34話 | 戦いの終わり。新たな敵！       | -              | ブラジリィー・アン・山田 | オカダシゲル 宮村和        | 島田貴仁 長谷部久和 | 11月19日      |
| 第35話 | 長い長〜いマンモースの話       | 石崎太郎       | 篠塚智子                 | オカダシゲル               | 島田貴仁            | 11月26日      |
| 第36話 | ハチャメチャ作戦会議           | 峯沢琢也       | 永野たかひろ             | オカダシゲル               | 長谷部久和          | 12月3日       |
| 第37話 | 攻略せよ！アイスバトル！       | 竹内泰人       | ハシモトコーキ           | 宮村和                     | 島田貴仁            | 12月10日      |
| 第38話 | 動物と恐竜！最強のきずな！     | カイガタカシ   | 市川十億衛門             | オカダシゲル               | 長谷部久和          | 12月17日      |
| 第39話 | 大すき！アニアキングダム！     | 石崎太郎       | 白鳥雄介                 | オカダシゲル               | 中尾圭              | 12月24日      |

## 放送局
| 放送期間 | 放送時間         | 放送局              | 対象地域                                                    | 備考                              |
| --- | ---------------- | ------------------- | ----------------------------------------------------------- | --------------------------------- |
| 2023年4月2日 - 12月24日 | 日曜 9:00 - 9:15 | テレビ東京系列全6局 | 北海道・関東広域圏・愛知県・ 大阪府・岡山県・香川県・福岡県 | 字幕放送 / 『アニアキングダム』枠 |
| 2023年4月23日 - 2024年1月28日 | 日曜 6:30 - 6:45 | 鹿児島テレビ        | 鹿児島県                                                    | 『アニアキングダム』枠            |
| 2023年9月16日 - 2024年2月3日 | 土曜 8:30 - 9:00 | キッズステーション  | 日本全域                                                    | CS放送 / 2話連続放送              |
| 放送時間は『ゴー!ゴー!びーくるずー』を含んだものである。 テレビ東京系列全6局では、2024年1月7日から3月31日まで『アニアキングダム セレクション』としてセレクション放送を実施した。 |                  |                     |                                                             |                                   |

| 配信開始日                                        | 配信時間       | 配信サイト |
| ------------------------------------------------- | -------------- | --- |
| 2023年4月2日                                      | 日曜 9:15 更新 | YouTube TVer Amazon Prime Video DMM TV dアニメストア Google Play HAPPY! 動画 Lemino Paravi Prairie Kids Spoox Powered by Lemino U-NEXT アニメ放題 ラブキャLOVE |
| YouTubeではタカラトミーの公式チャンネルにて配信。 |                | |

| テレビ東京系列 日曜 9:00 - 9:15（『アニアキングダム』）                          | テレビ東京系列 日曜 9:00 - 9:15（『アニアキングダム』） | テレビ東京系列 日曜 9:00 - 9:15（『アニアキングダム』）                   |
| 前番組                                                                           | 番組名 | 次番組                                                                    |
| -------------------------------------------------------------------------------- | --- | ------------------------------------------------------------------------- |
| リズスタセレクション （2023年1月8日 - 3月26日） ※9:00 - 9:30 - ※ここまで特撮番組 | 冒険大陸 アニアキングダム （2023年4月2日 - 12月24日） ※『ゴー!ゴー!びーくるずー』を含む。 ※ここからアニメ枠 ↓ アニアキングダム セレクション （2024年1月7日 - 3月31日） - ※（『ゴー！ゴー！びーくるずー』と『冒険大陸 アニアキングダム』のセレクション放送） | ギャビーのドールハウス（第1話 - 第51話） （2024年4月7日 - 2025年3月30日） |